# Люк Маккаллох
Люк Маккаллох (англ. Luke McCullough, нар. 15 лютого 1994, Портадаун) — північноірландський футболіст, центральний захисник англійського клубу «Донкастер Роверз» і національної збірної Північної Ірландії.

## Клубна кар'єра
Народився 15 лютого 1994 року в місті Портадаун. Вихованець юнацьких команд футбольного клубу «Данганнон Свіфтс». 2010 року перспективного юнака запросили до академії «Манчестер Юнайтед, в якій він займався до 2012.
2012 року уперше потрапив до заявки головної команди «Манчестер Юнайтед», в якій, утім, так й не дебютував. Натомість на початку 2013 року був відданий у короткотермінову оренду до клубу Другої футбольної ліги «Челтнем Таун», в команді якого й провів свою першу офіційну гру на дорослому рівні.
Влітку того ж 2013 року перейшов до «Донкастер Роверз», уклавши дворічний контракт з цим представником Чемпіонату Футбольної Ліги. В сезоні 2013/14 команда посіла 22-ге місце у чемпіонаті і понизилася в класі до Першої ліги. Згодом контракт Маккаллоха з клубом було подовжено.

## Виступи за збірні
Захищав кольори юнацьких і молодіжних збірних Північної Ірландії, починаючи з команди 16-річних.
2014 року дебютував в офіційних матчах у складі національної збірної Північної Ірландії. Наразі провів у формі головної команди країни 6 матчів.
У травні 2016 був включений до попередньої розширеної заявки збірної для участі у фінальній частині чемпіонату Європи 2016 року.